# اس (بلژیک)
شهر اس (به فرانسوی: Asse) در ناحیه اداری ال-ویلوورد در استان فلومیش بربان در منطقه فلاندری در کشور بلژیک واقع شده‌است.